# نوع‌دهی پنهان
در برنامه‌نویسی رایانه‌ای، نوع‌دهی پنهان (به انگلیسی: latent typing) یک سیستم نوع است که در آن انواع به مقادیر منتسب می‌شوند و نه متغیر ها. این موضوع معمولاً نیاز به بررسی نوع زمان اجرا دارد، و بنابراین به صورت هم‌معنی با نوع دهی پویا استفاده می‌شود.
یک مثال از زبان با نوع دهی پنهان، اسکیم است.